# 平流层发射系统
平流层发射系统公司（Stratolaunch Systems Corporation）是一家美国航空航天运输企业，该企业研制一种新的空中发射到轨道系统，其总部位于华盛顿州西雅图。于2011年12月由微软联合创始人保罗·艾伦（Paul Allen）和缩尺复合体公司（Scaled Composites）创始人伯特·鲁坦（Burt Rutan）合作成立。